# 巴蒂斯塔·罗塔
巴蒂斯塔·罗塔（義大利語：Battista Rota，1932年7月18日—2018年7月10日），意大利男子足球运动员，司职后卫。他曾代表意大利国奥队参加1952年夏季奥林匹克运动会足球比赛，获得第九名。